# Hervé Della Maggiore
Hervé Della Maggiore, né le 17 août 1972 à Rillieux-la-Pape dans le département du Rhône, est un footballeur puis entraîneur français. Il est depuis 2024, l'entraîneur de US Orléans.

## Biographie
Milieu de terrain formé à l'Olympique lyonnais, il passe le plus clair de sa carrière de joueur dans des clubs amateurs de l'agglomération lyonnaise.
Arrivé en 2007 pour entraîner la réserve, il devient entraîneur de l'équipe première du FC Bourg-Péronnas en 2008 à la suite du départ de Pierre Mauron. Le club est alors en CFA 2. Sous ses ordres, après sept saisons et trois montées, le club accède à la Ligue 2 à l'issue de la saison 2014-2015 et devient le premier club de football de l'Ain à obtenir le statut professionnel. 
À titre personnel, il est nommé par ses pairs meilleur entraîneur de la saison de National. Son contrat est alors renouvelé par ses dirigeants.
Il évolue trois années dans cette division. L'équipe y obtient de bonnes statistiques offensives mais ne parvient pas à stabiliser sa défense. La saison 2017-2018 est dramatique avec 87 buts encaissés pour finir 18e tout en ayant subi une terrible humiliation à domicile en Coupe de France lors des huitième de finale face à l'Olympique de Marseille sur score fleuve de 9-0. 
Son équipe est vaincue lors des matchs de barrage face à Grenoble Foot 38 et retourne en National trois ans après l'avoir quitté alors qu'il lui restait une année de contrat et faute d’accord avec ses dirigeants il décide de ne pas rester après dix ans de présence au club. 
Le 4 février 2016, il reçoit le trophée de Bressan d'honneur 2015 par l'Académie de la Bresse.
Le 15 octobre 2018, il devient le nouvel entraîneur du Gazélec Ajaccio. Pour sa première sur le banc ajaccien, il se rend à Bollaert-Delelis avec cinq joueurs suspendus. Son équipe en revient avec une lourde défaite (5-0), il termine la saison à la 18e place à l'ultime journée alors qu'il n'avait pas une seule fois occupé une place de relégable. 
Comme en 2018 avec Bourg-en-Bresse lors des matchs de barrage, il ne peut éviter la relégation en National en ayant perdu contre Le Mans FC malgré la victoire remportée à l'extérieur au match aller.
Le 16 juin 2019, d'un commun accord, Hervé Della Maggiore et le Gazélec Ajaccio décident de mettre fin à leur collaboration.
Le 11 février 2021, il devient le nouvel entraîneur du FC Villefranche Beaujolais dont il réalisera un formidable parcours en permettant à son équipe de finir troisième du National et de disputer pour la troisième fois en quatre saisons les barrages cette fois ci pour l’accession à la Ligue 2 mais échouera à nouveau face aux Chamois niortais FC malgré une victoire 3-1 au match aller.
De nouveau troisième en 2022, il échouera encore aux barrages face à l'US Quevilly. En juin 2023 il se classe sixième du championnat. 
Il est depuis 2023, directeur général du Football Bourg-en-Bresse Péronnas 01.

## Statistiques
| Bourg-en-Bresse 01 | 6 juin 2008     | 3 juin 2018  | 397 | 159 | 102 | 136 | 40,0 |
| Gazélec Ajaccio    | 15 octobre 2018 | 16 juin 2019 | 33  | 9   | 9   | 15  | 27,3 |
| Total              | Total           | Total        | 430 | 168 | 111 | 151 | 39,1 |